# Britische Formel-3-Meisterschaft 2009
Die britische Formel-3-Meisterschaft 2009 war die 59. Saison der britischen Formel-3-Meisterschaft. Sie umfasste insgesamt zehn Rennwochenenden mit jeweils zwei Rennen. Sie begann am 13. April 2009 im Oulton Park und endete am 20. September 2009 in Brands Hatch. Den Meistertitel der Fahrer gewann der Australier Daniel Ricciardo.

## Starterfeld
| Team                       | Nr. | Fahrer               | Klasse | Chassis | Motor         | Rennwochenende |
| -------------------------- | --- | -------------------- | ------ | ------- | ------------- | -------------- |
| Carlin Motorsport          | 01  | Max Chilton          | M      | Dallara | Volkswagen    | 1–10           |
| Carlin Motorsport          | 02  | Henry Arundel        | M      | Dallara | Volkswagen    | 1–10           |
| Carlin Motorsport          | 21  | Daniel Ricciardo     | M      | Dallara | Volkswagen    | 1–10           |
| Carlin Motorsport          | 22  | Oliver Oakes         | M      | Dallara | Volkswagen    | 1–2            |
| Carlin Motorsport          | 22  | Robert Wickens       | M      | Dallara | Volkswagen    | 4              |
| Carlin Motorsport          | 22  | Philip Major         | M      | Dallara | Volkswagen    | 5–10           |
| Carlin Motorsport          | 23  | Jake Rosenzweig      | G      | Dallara | Volkswagen    | 7              |
| Carlin Motorsport          | 49  | Joe Ghanem           | N      | Dallara | Mugen-Honda   | 9–10           |
| T-Sport                    | 03  | Adriano Buzaid       | M      | Dallara | Volkswagen    | 1–10           |
| T-Sport                    | 04  | Wayne Boyd           | M      | Dallara | Volkswagen    | 1–10           |
| T-Sport                    | 43  | Gabriel Dias         | N      | Dallara | Mugen-Honda   | 1–10           |
| Fortec Motorsport          | 05  | Víctor García        | M      | Dallara | Mercedes-Benz | 1–10           |
| Fortec Motorsport          | 51  | Riki Christodoulou   | M      | Dallara | Mercedes-Benz | 1–10           |
| Fortec Motorsport          | 56  | Daniel McKenzie      | N      | Dallara | Mugen-Honda   | 1–10           |
| Fortec Motorsport          | 76  | Sam Bird             | G      | Dallara | Mercedes-Benz | 9              |
| Barazi-Epsilon             | 07  | Stéphane Richelmi    | M      | Dallara | Mercedes-Benz | 1–5, 7–9       |
| Bridger Motorsport         | 10  | Jay Bridger          | M      | Mygale  | Mugen-Honda   | 3–10           |
| Team West-Tec              | 11  | Jay Bridger          | M      | Mygale  | Mugen-Honda   | 1              |
| Team West-Tec              | 44  | Max Snegirjow        | N      | Dallara | Mugen-Honda   | 1–3, 5–10      |
| Team West-Tec              | 46  | Mathieu Maurage      | N      | Dallara | Mugen-Honda   | 9              |
| Team West-Tec              | 64  | Qinghua Ma           | N      | Dallara | Mugen-Honda   | 10             |
| Team West-Tec              | 66  | Michele Faccin       | N      | Dallara | Mugen-Honda   | 8              |
| Hitech Racing              | 13  | Walter Grubmüller    | M      | Dallara | Mercedes-Benz | 1–10           |
| Hitech Racing              | 14  | Renger van der Zande | M      | Dallara | Mercedes-Benz | 2–9            |
| Räikkönen Robertson Racing | 16  | Dominic Storey       | M      | Dallara | Mercedes-Benz | 6              |
| Räikkönen Robertson Racing | 16  | Kevin Chen           | M      | Dallara | Mercedes-Benz | 7–9            |
| Räikkönen Robertson Racing | 16  | Marcus Ericsson      | M      | Dallara | Mercedes-Benz | 3–4            |
| Räikkönen Robertson Racing | 88  | Marcus Ericsson      | G      | Dallara | Mercedes-Benz | 10             |
| Räikkönen Robertson Racing | 26  | Carlos Huertas       | M      | Dallara | Mercedes-Benz | 1–10           |
| Räikkönen Robertson Racing | 27  | Daisuke Nakajima     | M      | Dallara | Mercedes-Benz | 1–10           |
| CF Racing                  | 25  | Hywel Lloyd          | M      | Dallara | Mugen-Honda   | 1–10           |
| Joe Tandy Racing           | 28  | Nick Tandy           | M      | Mygale  | Mercedes-Benz | 1–4            |
| Litespeed F3               | 53  | Satrio Hermanto      | N      | SLC     | Mugen-Honda   | 8–9            |
| Litespeed F3               | 54  | Aaron Steele         | N      | SLC     | Mugen-Honda   | 5              |
| Litespeed F3               | 55  | Victor Corrêa        | N      | SLC     | Mugen-Honda   | 1–10           |
| ART Grand Prix             | 90  | Esteban Gutiérrez    | G      | Dallara | Mercedes-Benz | 7, 9           |
| ART Grand Prix             | 91  | Jules Bianchi        | G      | Dallara | Mercedes-Benz | 7, 9           |
| ART Grand Prix             | 92  | Valtteri Bottas      | G      | Dallara | Mercedes-Benz | 7, 9           |
| ART Grand Prix             | 94  | Adrien Tambay        | G      | Dallara | Mercedes-Benz | 7, 9           |
| Racing Experience          | 95  | Nicolas Marroc       | G      | Dallara | Mercedes-Benz | 7              |
| Manor Motorsport           | 96  | Pedro Enrique        | G      | Dallara | Mercedes-Benz | 9              |
| Manor Motorsport           | 97  | Roberto Merhi        | G      | Dallara | Mercedes-Benz | 9              |

| Symbol | Klasse        |
| ------ | ------------- |
| M      | Meisterschaft |
| N      | National      |
| G      | Gast          |

## Rennkalender
| Nr. | Datum         | Rennstrecke       | Sieger               | Zweiter               | Dritter              |
| --- | ------------- | ----------------- | -------------------- | --------------------- | -------------------- |
| 1.  | 13. April     | Tarporley         | Daniel Ricciardo     | Nick Tandy            | Walter Grubmüller    |
| 2.  | 13. April     | Tarporley         | Daniel Ricciardo     | Walter Grubmüller     | Nick Tandy           |
| 3.  | 2. Mai        | Silverstone       | Renger van der Zande | Max Chilton           | Adriano Buzaid       |
| 4.  | 3. Mai        | Silverstone       | Daniel Ricciardo     | Riki Christodoulou    | Max Chilton          |
| 5.  | 31. Mai       | Northamptonshire  | Nick Tandy           | Marcus Ericsson       | Daisuke Nakajima     |
| 6.  | 31. Mai       | Northamptonshire  | Marcus Ericsson      | Henry Arundel         | Adriano Buzaid       |
| 7.  | 6. Juni       | Hockenheim        | Marcus Ericsson      | Renger van der Zande  | Walter Grubmüller    |
| 8.  | 7. Juni       | Hockenheim        | Walter Grubmüller    | Renger van der Zande  | Robert Wickens       |
| 9.  | 5. Juli       | Norfolk           | Renger van der Zande | Daniel Ricciardo      | Henry Arundel        |
| 10. | 5. Juli       | Norfolk           | Riki Christodoulou   | Daniel Ricciardo      | Walter Grubmüller    |
| 11. | 19. Juli      | Donington         | Walter Grubmüller    | Renger van der Zande  | Daniel Ricciardo     |
| 12. | 19. Juli      | Donington         | Wayne Boyd           | Adriano Buzaid        | Walter Grubmüller    |
| 13. | 24. Juli      | Spa-Francorchamps | Daniel Ricciardo     | Renger van der Zande1 | Víctor García1       |
| 14. | 25. Juli      | Spa-Francorchamps | Adriano Buzaid       | Daniel Ricciardo      | Walter Grubmüller    |
| 15. | 16. August    | Silverstone       | Daniel Ricciardo     | Walter Grubmüller     | Renger van der Zande |
| 16. | 16. August    | Silverstone       | Renger van der Zande | Daisuke Nakajima      | Daniel Ricciardo     |
| 17. | 13. September | Portimão          | Daniel Ricciardo2    | Renger van der Zande2 | Carlos Huertas2<     |
| 18. | 13. September | Portimão          | Max Chilton3         | Carlos Huertas3       | Daniel Ricciardo3    |
| 19. | 20. September | Brands Hatch      | Daniel Ricciardo     | Max Chilton           | Riki Christodoulou   |
| 20. | 20. September | Brands Hatch      | Max Chilton          | Riki Christodoulou    | Daniel Ricciardo4    |

1 Jules Bianchi und Valtteri Bottas kamen als Zweiter und Dritter ins Ziel. Da sie als Gastfahrer angetreten waren, erhielt der viertplatzierte Renger van der Zande die Punkte für den zweiten und der siebtplatzierte Víctor García die Punkte für den dritten Platz.
2 Jules Bianchi und Esteban Gutiérrez kamen als Erster und Zweiter ins Ziel. Da sie als Gastfahrer angetreten waren, erhielt der drittplatzierte Daniel Ricciardo die Punkte für den ersten, der viertplatzierte Renger van der Zande die Punkte für den zweiten und der fünftplatzierte Carlos Huertas die Punkte für den dritten Platz.
3 Jules Bianchi und Sam Bird kamen als Erster und Zweiter ins Ziel. Da sie als Gastfahrer angetreten waren, erhielt der drittplatzierte Max Chilton die Punkte für den ersten, der viertplatzierte Carlos Huertas die Punkte für den zweiten und der fünftplatzierte Daniel Ricciardo die Punkte für den dritten Platz.
4 Marcus Ericsson kam als Dritter ins Ziel. Da er als Gastfahrer angetreten war, erhielt der viertplatzierte Daniel Ricciardo die Punkte für den dritten Platz.

## Wertung

### Fahrerwertung – Meisterschaft
| Pos. | Fahrer               | Punkte |
| ---- | -------------------- | ------ |
| 1.   | Daniel Ricciardo     | 275    |
| 2.   | Walter Grubmüller    | 188    |
| 3.   | Renger van der Zande | 178    |
| 4.   | Max Chilton          | 171    |
| 5.   | Riki Christodoulou   | 130    |
| 6.   | Adriano Buzaid       | 109    |
| 7.   | Daisuke Nakajima     | 95     |

| Pos. | Fahrer          | Punkte |
| ---- | --------------- | ------ |
| 8.   | Carlos Huertas  | 95     |
| 9.   | Henry Arundel   | 90     |
| 10.  | Nick Tandy      | 68     |
| 11.  | Marcus Ericsson | 65     |
| 12.  | Wayne Boyd      | 50     |
| 13.  | Hywel Lloyd     | 33     |
| 14.  | Víctor García   | 30     |

| Pos. | Fahrer            | Punkte |
| ---- | ----------------- | ------ |
| 15.  | Jay Bridger       | 28     |
| 16.  | Robert Wickens    | 12     |
| 17.  | Philip Major      | 10     |
| 18.  | Oliver Oakes      | 7      |
| 19.  | Stéphane Richelmi | 4      |
| 20.  | Kevin Chen        | 2      |
| 21.  | Dominic Storey    | 0      |

- Jules Bianchi, Sam Bird, Valtteri Bottas, Pedro Enrique, Esteban Gutiérrez, Roberto Merhi, Jake Rosenzweig und Adrien Tambay starteten als Gastfahrer und wurde somit nicht in die Wertung aufgenommen.

### Fahrerwertung – Nationale Klasse
| Pos. | Fahrer          | Punkte |
| ---- | --------------- | ------ |
| 1.   | Daniel McKenzie | 351    |
| 2.   | Gabriel Dias    | 295    |
| 3.   | Victor Corrêa   | 184    |
| 4.   | Max Snegirjow   | 108    |
| 5.   | Joe Ghanem      | 39     |

| Pos. | Fahrer          | Punkte |
| ---- | --------------- | ------ |
| 6.   | Aaron Steele    | 22     |
| 7.   | Michele Faccin  | 20     |
| 8.   | Satrio Hermanto | 16     |
| 9.   | Mathieu Maurage | 12     |
| 10.  | Qinghua Ma      | 10     |

- Nicolas Marroc startete als Gastfahrer und wurde somit nicht in die Wertung aufgenommen.